# Kana Ōno
Kana Ōno (大野 果奈, Ōno Kana) est une joueuse de volley-ball japonaise née le 30 juin 1992 à Misawa (Préfecture d'Aomori). Elle mesure 1,81 m et joue au poste de centrale. Elle totalise 40 sélections en équipe du Japon.

## Clubs
| Club                       | De        | À         |
| -------------------------- | --------- | --------- |
| Furukawagakuen High School | 2008-2009 | 2010-2011 |
| NEC Red Rockets            | 2011-2012 | …         |

## Palmarès

### Équipe nationale
- Grand Prix Mondial
  - Finaliste : 2014.

### Clubs
- V Première Ligue
  - Vainqueur : 2015, 2017.
- Tournoi de Kurowashiki
  - Finaliste : 2013, 2016.
- Coupe de l'impératrice
  - Finaliste : 2015.
- Championnat AVC des clubs
  - Vainqueur : 2016.

### Distinctions individuelles
- Championnat féminin AVC des clubs 2016: Meilleure centrale.